# Àgios Nikólaos
Àgios Nikólaos (grec Άγιος Νικόλαος ['ajos ni'kolaos], és a dir 'Sant Nicolau') és una ciutat d'uns 20.000 habitants, capital de la Prefectura de Lassithi, a la costa nord de l'illa de Creta. Des del pla Kalikratis també és capital del municipi de Mirabelo.
És al lloc de Lato pros Kamara, el port de l'antiga ciutat de Lató.
És un important centre turístic. Entre les atraccions té el museu arqueològic, el petit llac de Vulismeni d'aigua salada, l'illot d'Àgii Pantes, que no és habitat i és una reserva de la cabra salvatge de Creta o kri-kri.

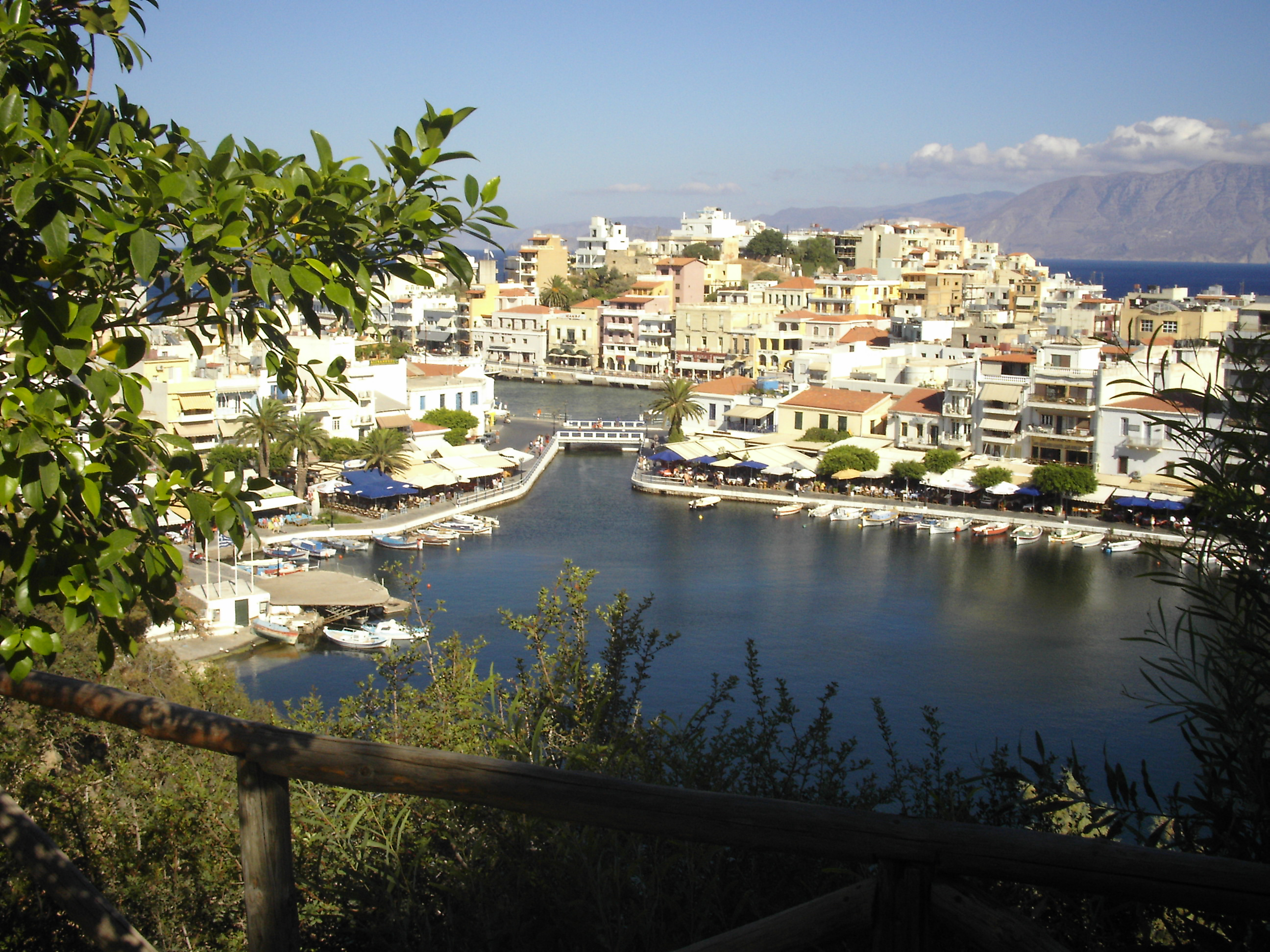
Llac de Vulismeni